# 上海杏花楼酒家

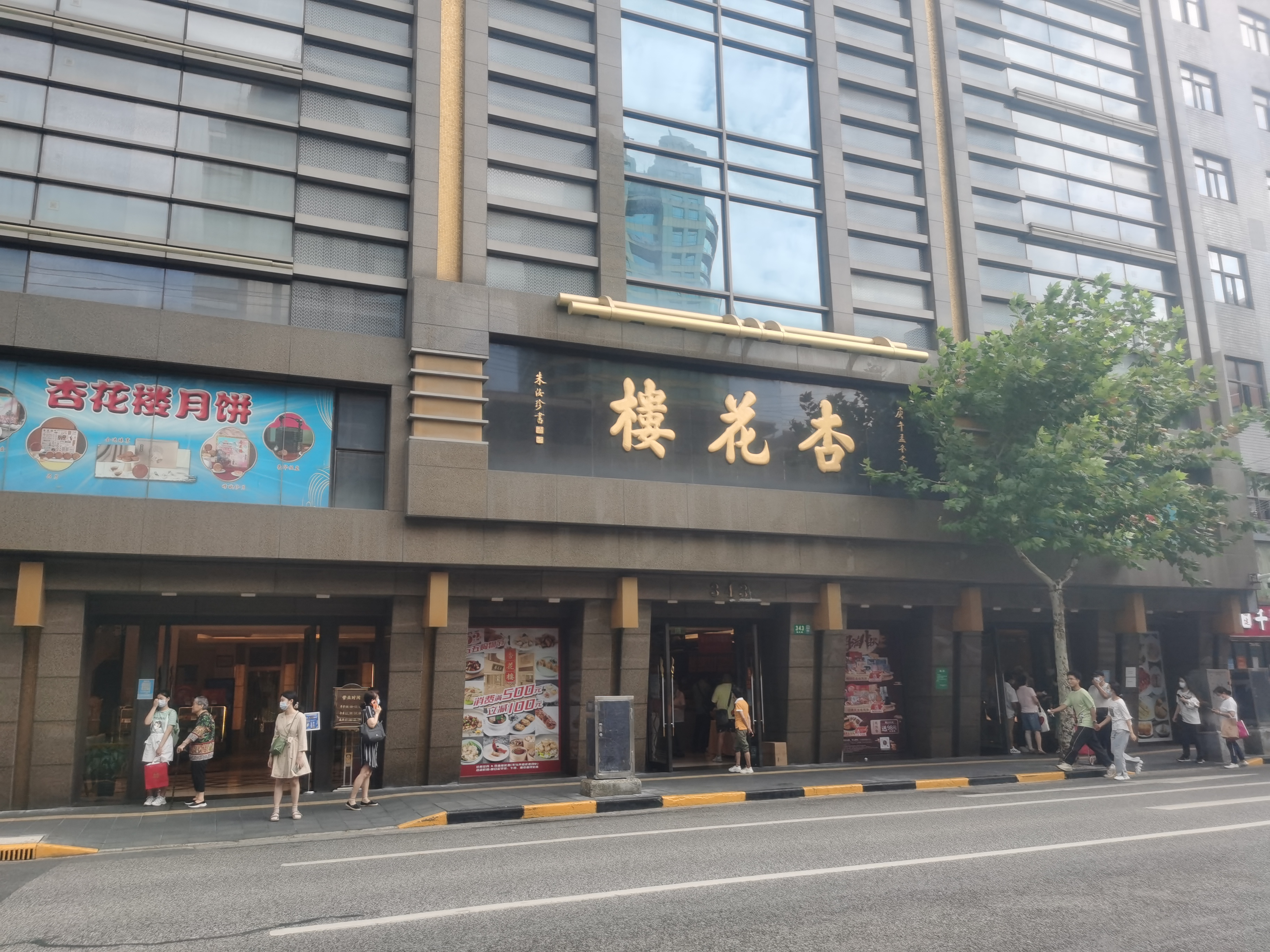
杏花楼

上海杏花楼酒家、旧名は「杏華楼」、は上海の老舗レストランと食品メーカーである。1851に創業し、上海の代表的な広東料理レストランである。
杏花楼の経営権は1966年に国営化され、現在の福州路本店は2021にリニューアルした。